# Kanaalbrug over de Orb
De Kanaalbrug over de Orb (Frans:Pont-canal de l'Orb) leidt het Canal du Midi over de Orb bij de Franse stad Béziers. De kanaalbrug werd in 1858 in gebruik genomen en is de langste kanaalbrug van het Canal du Midi. Tot 1858 volgde het kanaal een (gevaarlijke) route via de rivier.
Door de bouw (en de verhoogde ligging van het kanaal) konden twee van de oorspronkelijk negen sluizen van het nabijgelegen sluizencomplex Fonserannes buiten werking worden gesteld.